# Туапсинський нафтопереробний завод
Туапсинський нафтопереробний завод (Туапсинський НПЗ) — російське нафтопереробне підприємство в Краснодарському краї, експлуатантом якого є ТОВ «РН-Туапсінський НПЗ». Завод складає єдиний виробничий комплекс із морським терміналом підприємства нафтопродуктозабезпечення ПАТ «Роснефть» — ТОВ «РН-Морський термінал Туапсе». Основна частина продукції йде на експорт. Входить до складу нафтової компанії «Роснефть».

## Історія
Підприємство є одним із найстаріших нафтопереробних підприємств Росії та найстарішим нафтопереробним підприємством НК Роснефть. Туапсинський НПЗ було запущено 1929 року. Першою сировиною була нафта, добута в Чечні, яка постачалася нафтопроводом Грозний — Туапсе. Спочатку планувалося основну частину продукції постачати на експорт морем.
У 1992 році указом президента РФ Туапсинський НПЗ був включений до складу НК Роснефть.
Ймовірно, Данило Данилович Бічкевський 1903 року народження був одним із керівників підприємства в Туапсе. Він був заступником керівника контори Головнафта. Бічкевського було засуджено військовим трибуналом СКВО 23 серпня 1940 року до розстрілу. Розстріляний в Ростові 29 листопада 1940 року. Реабілітований 10 серпня 1957 року.

### Сучасність
Потужність НПЗ до модернізації становила 5 млн тонн нафти на рік, після — 12 млн тонн Туапсинський НПЗ слід вважати сильно застарілим: глибина перероблення нафти 2007 року становила лише 56 %, основними нафтопродуктами є прямогонний бензин і мазут.
Постачання нафти для переробки на завод здійснюється із Західно-Сибірських, Оренбурзьких та Ставропольських родовищ за допомогою трубопроводу Транснафти, залізничного, водного та автомобільного транспорту.

## Російське вторгнення в Україну
25 січня 2024 року завод було атаковано дронами СБУ, була пошкоджена установка первинної обробки нафтопродуктів — вакуумна та атмосферна колони.. У квітні росіяни заявили про закінчення ремонту на заводі.
17 травня 2024 року НПЗ було повторно атаковано, було пошкоджено установку з виробництва скрапленого нафтового газу, він зупинив роботу.
У ніч проти п’ятниці, 14 березня 2025 року, нафтопереробний завод охопила масштабна пожежа. Перед пожежею місцеві жителі чули звук безпілотників, після чого пролунало близько десяти вибухів. За попередніми даними, внаслідок атаки спалахнув один із резервуарів з паливом. Площа пожежі 1000 квадратних метрів 

## Реконструкція
Туапсинський НПЗ є відсталим у технічному плані, завдяки модернізації 11 жовтня 2013 року було введено в експлуатацію найпотужнішу російську установку первинної переробки нафти ЕЛОУ-АВТ-12.
2014 року було встановлено в проєктне положення 6 реакторів гідрокрекінгу, що мало дозволити суттєво збільшити обсяги переробки нафти та перейти на випуск продукції, що відповідає екологічному класу «Євро-5».У лютому 2015 року на спеціально побудований причал великотоннажного обладнання ТОВ «РН-Туапсинський НПЗ» доставлено колону гідрокрекінгу. Вага колони — 159 тонн, довжина 35 метрів, діаметр — 6,36 метра. Це одна з останніх поставок великотоннажного обладнання для комбінованої установки № 2 в рамках будівництва нового Туапсинського заводу. Колона стане основною частиною комплексу гідрокрекінгу, який забезпечить випуск дизельного пального вищого екологічного стандарту — «Євро 5».
Проєкт з реконструкції заводу розпочався у 2017 році. Інвестиції були спрямовані на будівництво комплексу гідрокрекінгу-гідроочищення та об'єктів загальнозаводського господарства. Модернізація підприємства спрямовано забезпечення потреб південних регіонів у моторному паливі.

## Власники та керівництво
Туапсинський НПЗ знаходиться під контролем НК Роснефть
- Генеральний директор до червня 2017 — Лещев Олег Миколайович
- Генеральний директор із червня 2017 — Скурідін Сергій Миколайович